# Trust・Last
『Trust・Last』（トラストラスト）は、倖田來未 × 湘南乃風の楽曲。2023年3月8日にavex traxからコラボレーション・シングルとして発売された。

## 概要
- 表題曲「Trust・Last」は、テレビ朝日系ドラマ『仮面ライダーギーツ』の主題歌である[5]。
  - 倖田來未と湘南乃風が「倖田來未 × 湘南乃風」名義でコラボレーション楽曲となっている[5]。
  - 湘南乃風は、「鎧武乃風」名義で2013年から2014年にかけて放送された仮面ライダーシリーズ『仮面ライダー鎧武/ガイム』の主題歌「JUST LIVE MORE」[7]、および派生映画『劇場版 仮面ライダー鎧武 サッカー大決戦!黄金の果実争奪杯!』の主題歌「YOUR SONG」[8]を担当した経験がある[5]。
  - 2022年9月11日に同曲のTVサイズバージョンが先行配信され[9]、2023年3月6日にフルサイズが先行配信[10]、同年3月8日にCDシングルとして発売された[6]。
- カップリング「Change my future」は、倖田による東映配給映画『仮面ライダーギーツ×リバイス MOVIEバトルロワイヤル』の主題歌である[11]。
- 「CD+Blu-ray」の特典Blu-rayには、表題曲「Trust・Last」のミュージックビデオを収録[6]。
- 「CD+玩具」には、倖田セレクトによるホワイトカラーを採用し、倖田と湘南乃風のロゴが入っており、「Trust・Last」の音源が収録された「DXビートレイズバックル（主題歌Ver.）」を付属[6]。

## チャート成績
2023年3月15日発表のオリコンチャート「オリコン週間 デジタルシングル（単曲）ランキング」で初週9,917ダウンロード、Billboard JAPAN「Billboard Japan Download Songs」で初週9,534ダウンロードを記録し、それぞれ週間1位を獲得した。

## 収録曲

### CD
※ は、通常盤のみ収録。
1. Trust・Last / 倖田來未 × 湘南乃風
作詞：藤林聖子
作曲・編曲：Hi-yunk（BACK-ON）
  - テレビ朝日系ドラマ『仮面ライダーギーツ』主題歌[5]
2. Change my future / 倖田來未
作詞：倖田來未
作曲・編曲：Hi-yunk（BACK-ON）, ALAN SHIRAHAMA, SLAY
  - 東映配給映画『仮面ライダーギーツ×リバイス MOVIEバトルロワイヤル』主題歌[11]
3. Trust・Last（TV size） / 倖田來未 × 湘南乃風
4. Trust・Last（Instrumental）※
5. Change my future（Instrumental）※

### Blu-ray（CD+Blu-ray）
1. 「Trust・Last」Music Video